# Agrilus liscapia
Agrilus liscapia (лат.) — вид узкотелых жуков-златок.

## Распространение
Вьетнам и Китай (Fujian).

## Описание
Длина тела взрослых насекомых (имаго) 5,0 — 5,2 мм. Отличаются следующими признаками: плечевой киль отсутствует; опушение апикальной части надкрылий более контрастное и более густое, чем на остальных частях. Переднегрудь с воротничком. Боковой край переднеспинки цельный, гладкий. Глаза крупные, почти соприкасаются с переднеспинкой. Личинки развиваются, предположительно, на различных лиственных деревьях. Встречаются в июне. Вид был впервые описан в 1923 году под названием Sambus apicalis Bourgoin not Waterhouse, 1923, но из-за проблем с омонимией в 2003 году переименован, а его валидный статус подтверждён в 2011 году в ходе ревизии, проведённой канадскими колеоптерологами Эдвардом Йендеком (Eduard Jendek) и Василием Гребенниковым (Оттава, Канада).